# Matra MS620
La Matra MS620 (a volte indicata come M620) è una vettura da competizione realizzata dalla casa automobilistica francese Matra, che corse nel campionato mondiale sportprototipi nel 1966.

## Tecnica
Omologata secondo i regolamenti del Gruppo 6, è stata la seconda vettura di questo tipo costruita dall'azienda francese. 
Equipaggiato con una versione da 1,9 litri del motore V8 da Formula 1 della BRM, furono costruite quattro vetture, ma esse furono utilizzate principalmente come muletti. Nel 1967, la MS620 fu sostituita dalla Matra MS630 da 3 litri, sebbene fosse stata ancora utilizzata nei test di Le Mans di quell'anno, dotato però di un motore Ford V8 da 4,7 litri.